# 스튀기올로부스속
스튀기올로부스속은 술폴로부스과의 속이다.